# Mario Napoli (giurista)
Mario Napoli (Grotteria, 5 maggio 1945 – Milano, 14 dicembre 2014) è stato un giurista italiano, allievo del prof. Luigi Mengoni.

## Biografia
Studente di diritto alla Cattolica di Milano, e del Collegio Augustinianum, negli anni della contestazione universitaria del Movimento del sessantotto fu presidente della giunta dell'ORSUC, l'Organismo rappresentativo studentesco dell'Università cattolica. 
Nel febbraio 1968 fu nominato presidente dell'Unione nazionale universitaria rappresentativa italiana (UNURI), ultimo a ricoprire in quella carica, nella quale era succeduto al quinquennio di Nuccio Fava.
Fu allievo del Prof. Luigi Mengoni.
Nel 1985 vinse un concorso per posti di professore straordinario di diritto del lavoro, insieme fra gli altri a Marco Biagi e Pietro Ichino.
Nel 1987 fu tra gli autori della legge n. 56/1987 di riforma del mercato del lavoro. In tema di regolazione del mercato del lavoro italiano fra diritto e mercato, secondo Pietro Ichino, Napoli era l'autore "più espressivo" di quell'approccio dottrinale che, prendendo atto delle arretratezze nazionali e partendo da posizioni di pur elastica ortodossia, tuttavia fa i conti con le evidenze della prassi e la contezza empirica delle progettualità sperimentate. 
Nel 1995 gli venne attribuito il premio Ellade - Pericle d'oro per il suo impegno nelle politiche attive del lavoro. 
Fondatore dell'Agenzia del Lavoro della Provincia autonoma di Trento, dal 1996 è stato professore ordinario di diritto del lavoro nell'Università Cattolica del Sacro Cuore di Milano, nonché Direttore del Dipartimento di Diritto privato e pubblico dell'Economia. Precedentemente aveva insegnato nelle Università di Trento e di Brescia.
È morto a Milano il 14 dicembre 2014 all'età di 69 anni dopo una lunga malattia.

## Opere
- La stabilità reale del rapporto di lavoro, F. Angeli, Milano, 1980
- Conflitto e consenso. Quadro legale e relazioni industriali degli anni ottanta, Edizioni lavoro, Roma, 1983
- Occupazione e politica del lavoro in Italia. Profili della legislazione (1974-1983), Vita e Pensiero, Milano, 1984 - ISBN 8834395832
- Politiche del lavoro occupazione, diritto. Idee ed esperienze (1983-1986), F. Angeli, Milano, 1988
- L'organizzazione del mercato del lavoro. Il disegno della legge n. 56/87, Giappichelli, Torino, 1988
- Occupazione rappresentatività conflitto. Note di legislazione del lavoro (1987-1991), Giappichelli, Torino, 1992 - ISBN 8834820169
- Questioni di diritto del lavoro (1992-1996), Giappichelli, Torino, 1996[7] -  ISBN 8834861868
- Lavoro, diritto, mutamento sociale (1997-2001), Giappichelli, Torino, 2002 - ISBN 8834821696
- Il diritto del lavoro tra conferme e sviluppi (2001-2005), Giappichelli, Torino, 2006 - ISBN 8834857224
- Il sindacato, Vita e Pensiero, 2009 -  ISBN 9788834318454
- (a cura di Gian Guido Balandi, Giovanni Cazzetta) I paradigmi del diritto del lavoro, in Diritti e lavoro nell'Italia repubblicana: materiali dall'incontro di studio, Ferrara, 24 ottobre 2008, Volume 85 di Per la storia del pensiero giuridico moderno, Giuffrè, 2009 - ISBN 8814145806
- Lavoro diritto valori (2006-2009), Giappichelli, Torino, 2010 -  ISBN 9788834896440
- Nuove tendenze nelle fonti del Diritto del lavoro. Dagli accordi del 2009 e 2011 al decreto legge 138, Vita e Pensiero, Milano, 2013.
- RSA e Costituzione. La giurisprudenza della Corte costituzionale, Vita e Pensiero, 2014 - ISBN 9788834328040

### Curatele
- Costituzione, lavoro, pluralismo sociale,  Vita e Pensiero, 1998 - ISBN 8834301293
- L'Intersind dall'interno: le relazioni sull'attività della delegazione per la Lombardia (1959-1996), Vita e Pensiero, 2001 - ISBN 8834305914
- Principio di sussidiarietà. Europa, Stato sociale, Vita e Pensiero, 2003 - ISBN 8834310128
- Lavoro, mercati, valori, Vita e Pensiero, 2003 - ISBN 8834310551
- Lodovico Barassi, Il contratto di lavoro nel diritto positivo italiano, Vita e Pensiero, 2003 - ISBN 8834309642
- Luigi Mengoni, Il lavoro nella dottrina sociale della Chiesa, Vita e Pensiero, 2004 - ISBN 8834319842
- Luigi Mengoni, Il contratto di lavoro, Vita e Pensiero, 2004 - ISBN 8834319834
- La carta di Nizza. I diritti fondamentali dell'Europa, Vita e Pensiero, 2004 - ISBN 8834350286
- La professionalità, Vita e Pensiero, 2004 - ISBN 8834319826
- Sistema creditizio e sviluppo locale, Vita e Pensiero, 2004 - ISBN 8834350278
- La responsabilità sociale delle imprese, Vita e Pensiero, 2005 - ISBN 8834312589
- Globalizzazione e rapporti di lavoro, Vita e Pensiero, 2006 - ISBN 88-343-1388-7
- Alle radici del sindacalismo italiano[8], Vita e Pensiero, 2007 - ISBN 978-88-343-1474-6
- La solidarietà, Vita e Pensiero, 2009 - ISBN 9788834318188
- Impresa, mercati, regole, Vita e Pensiero, 2009 - ISBN 9788834317983
- La dignità, Vita e Pensiero, 2011 - ISBN 9788834319444
- La libertà, Vita e Pensiero, 2013 - ISBN 9788834322536

### Contributi a riviste
- La nuova legge sul salario garantito: prime riflessioni, in Rivista giuridica del lavoro, Ediesse, ed., 1975, 1
- Diritto del lavoro e Dottrina sociale della Chiesa Rivista Jus 2012
- La CISL e il Diritto del lavoro Rivista Jus 2012
- Riflessioni sul sistema della "dote lavoro" in Lombardia 2012 in Rivista del diritto della sicurezza sociale